# Clyde River, Alberta
Clyde River är ett vattendrag i Kanada.   Det ligger i provinsen Alberta, i den centrala delen av landet, 2 700 km väster om huvudstaden Ottawa.
I omgivningarna runt Clyde River växer i huvudsak blandskog. Trakten runt Clyde River är nära nog obefolkad, med mindre än två invånare per kvadratkilometer.